# شرحبیل بن حسنه

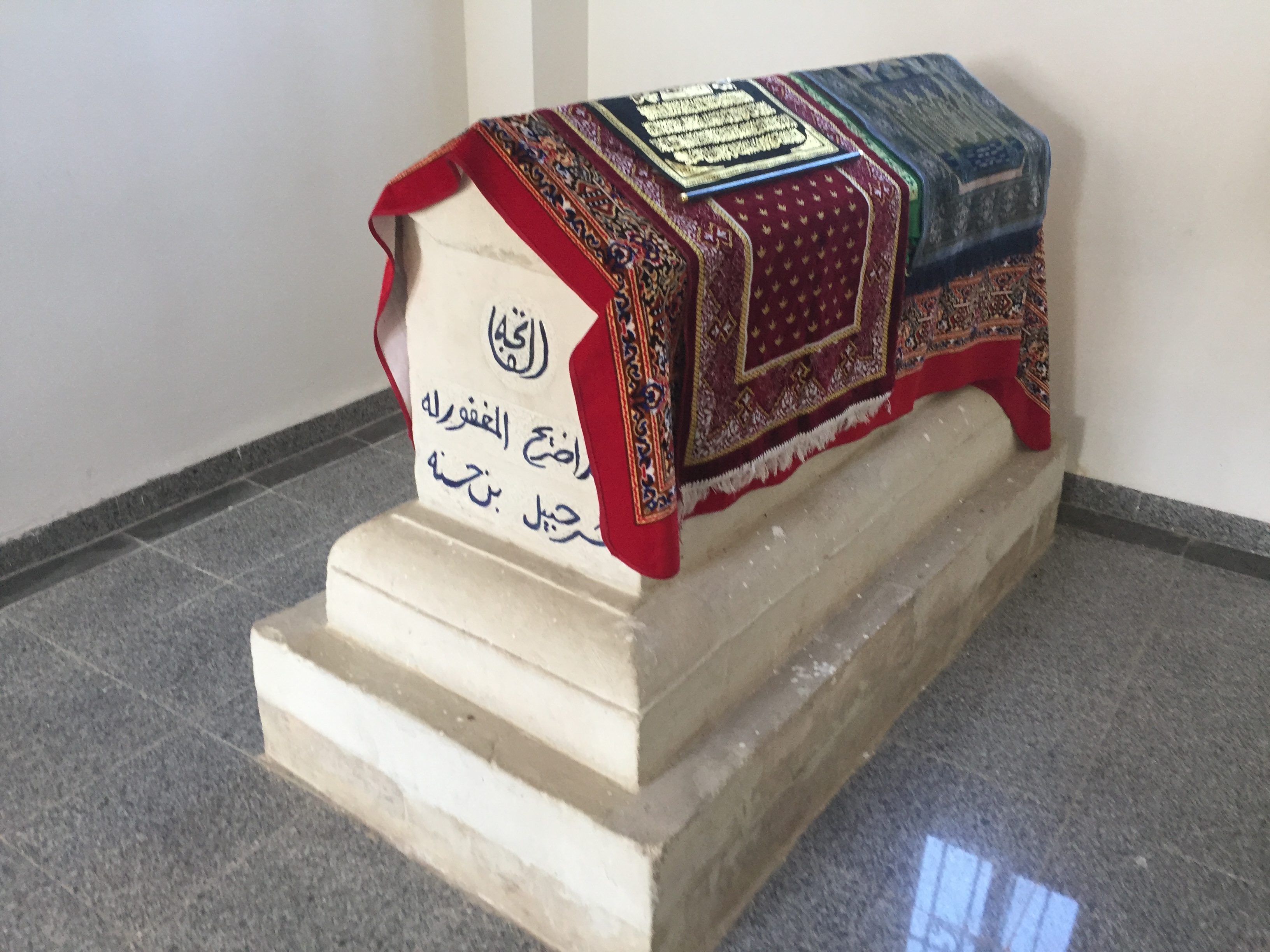
آرامگاه شرحبیل بن حسنه

شُرَحْبیل بن حسنه (به عربی: شرحبیل بن حسنة) (۵۸۳–۶۳۹)، یکی از صحابه و فرماندهٔ ارتش در زمان حکومت خلفای راشدین بود که برای ابوبکر و عمر بن خطاب خدمت کرد.
در جنگهای رده، گردانی از سپاه مسلمانان، به فرماندهی شرحبیل بن حسنه به دست نیروهای مُسیلمه، که مدعی نبوت بود، شکست خورد. سپس خالد بن ولید به او یاری رساند و با مُسیلمه و هم‌پیمانانش از قبیلهٔ بنی حنیفه، ستیز کرد و تعداد زیادی از آن‌ها را به قتل رساند. مسیلمه خودش هم به دست وحشی بن حرب پس از مبارزه طلبیده شدن کشته شد. بعد از شکست دادن مُسیلمه، گروه‌های از اسلام برگشته یکی پس از دیگری از دست مسلمانان شکست خوردند تا به کلی این خیزش سرکوب شد و عرب‌ها خود را برای یورش به عراق، سوریه و مصر آماده کردند.